# Памятник Каролю I (Бухарест)
Памятник Каролю I в Бухаресте (рум. Statuia ecvestră a lui Carol I din București) — бронзовый монумент в столице Румынии — Бухаресте. Находится на площади Революции, между Королевским дворцом, в котором находится Национальный музей искусств Румынии, и Дворцом университетского фонда имени Кароля I, в котором размещается Центральная университетская библиотека имени Кароля I.
Монумент из бронзы весит 13 тонн, достигает в высоту 13 метров, из которых 7 метров приходится на статую и 6 метров на пьедестал.

## История

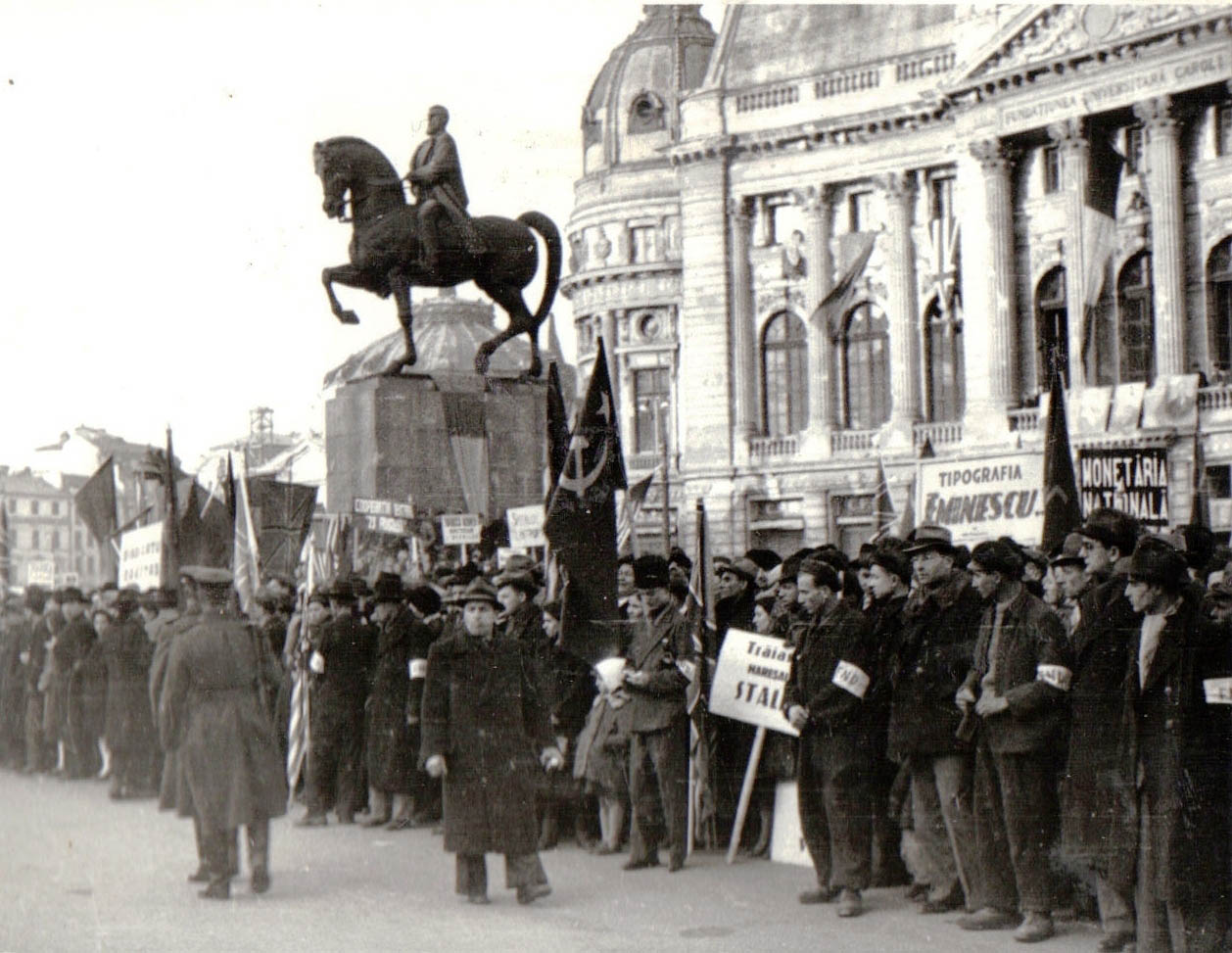
14 марта 1945. Торжества по случаю возвращения Северной Трансильвании в состав Румынии

В 1936 году в Бухаресте был проведён конкурс на создание конных памятников королям Каролю I и Фердинанду I. В обеих номинациях конкурс выиграл Оскар Ган, но в итоге заказ на обе скульптуры был передан хорватскому скульптору и архитектору Ивану Мештровичу. Константин Бараски также принимал участие в конкурсе, его конкурсный проект в настоящее время экспонируется в Краеведческом музее искусств в городе Плоешти.
Конная статуя (памятник), выполненная Иваном Мештровичем, была открыта 10 мая 1939, ровно через сто лет со дня рождения Кароля I, в Национальный день Румынии, в присутствии короля Румынии Кароля II и великого воеводы Алба-Юлии Михая (наследника короны, будущего короля Румынии Михая I). Хотя Кароль I и не умер из-за ран, полученных на войне, лошадь изображена с приподнятой правой передней ногой, что по геральдическим правилам означает смерть всадника от ран на войне. Смерть короля Кароля I, который неожиданно скончался 27 сентября (10 октября) 1914, была приписана его духовным ранам в контексте начала Первой мировой войны: король хотел вступить в войну на стороне Тройственного союза, в то время как общественное мнение было на стороне Антанты.
После торжественного открытия статуи, помещённой между Королевским дворцом и Дворцом книги, празднование продолжилось по старой
традиции: в 11 часов состоялась религиозная церемония, затем произнесли речь премьер-министр Арманд Кэлинеску и король Кароль II. Позже последовал парад: торжественным маршем прошли войска, дислоцированные в Бухаресте, которые существовали во время правления Кароля I, прошли чиновники, женщины и мужчины, одетые в форму недавно созданного Фронта национального возрождения.
В ночь с 30 на 31 декабря 1947, после того, как несколькими часами ранее король Михай I принудительно подписал своё отречение от трона и Румыния стала Румынской Народной Республикой, коммунисты сняли статую с пьедестала.
Скульптор Думитру Дему, который был свидетелем сноса статуи, рассказывал о увиденном:

«Над сносом конной статуи Кароля I, шедевра знаменитого хорватского скульптора Ивана Мештровича, трудилась армия рабочих. Скульптура лошади была обвязана толстой стальной цепью, крепившейся к армейскому танку, который отчаянно тянул монумент вниз. Монумент удалось свалить только после нескольких попыток. Ноги лошади согнулись и статуя рухнула на тротуар. После этого танк потащил скульптуру, послышались звуки скрежета металла по асфальту и щебню».
После сноса изуродованная статуя была доставлена во двор Пиротехнической армии (Грозавештские гаражи). Позднее статуя была расплавлена, а из полученной бронзы скульптором Борисом Караджей был отлит памятник Ленину, простоявший с 21 сентября 1960 до 4 марта 1990 в парке перед Домом «Искры» (позже переименованном в Дом свободной прессы).
По неподтверждённой документально информации расплавлена была не вся статуя, а только скульптура Кароля I, скульптура же лошади была сохранена и «переработана» как часть памятника генералиссимусу Александру Суворову, который построен в 1957 году скульптором Мариусом Бутуною, и установлен в 1959 году в деревне Думбрэвени.
Иван Мештрович, переехавший в США в 1947 году, через несколько лет после сноса памятника Каролю I, подал в суд на румынские власти, причинившие ущерб его произведениям искусства. По запросу скульптора и ЮНЕСКО было начато судебное разбирательство, в результате которого скульптору были выплачены несколько миллионов долларов.

## Воссоздание монумента

Воссозданный монумент. 2012

В 2006 году решением примэрии и муниципального совета Бухареста было объявлено о восстановлении памятника. По результатам конкурса, открытого в марте 2007 года, был выбран проект скульптора Флорина Кодре, который в 1976—1978 годах изготовил статую Аврама Янку, расположенную в Тыргу-Муреш.
Изначально Министерство культуры и национального наследия Румынии одобрило проект конной статуи Кароля I, которая должна была быть расположена на площади Победы, в зелёной зоне, между шоссе Киселёва и бульваром Авиаторов, неподалёку от Национального музея геологии. Однако 25 апреля 2008 модель памятника была установлена на прежнем месте — на Площади Революции.
В дополнение к проекту Флорина Кодре, одобренному примэрией и муниципальным советом Бухареста, у Министерства культуры и национального наследия Румынии существовал свой проект восстановления статуи Кароля I по эскизам автора оригинального монумента Ивана Мештровича. Министерство культуры Румынии вело переговоры о покупке авторских прав у наследников Ивана Мештровича, однако переговоры не увенчались успехом.
Профессор университета классических языков Румяна Мештрович, супруга Мате Мештровича, сына Ивана Мештровича, утверждала:

…Никто не говорил, что были какие-то переговоры с наследниками, которые совместно владеют авторскими правами на все произведения Ивана Мештровича до 2032 года… Мы получили только одно письмо от Министерства культуры Румынии, за подписью государственного секретаря Вирджила Стефана Нитулеску в августе 2006, на которое немедленно ответили, однако с тех пор мы никогда более не слышали от Министерства культуры никаких предложений. И позже никто не связывался с нами — ни из посольства Румынии, ни из Министерства культуры Румынии — ни телефонных звонков, ни факсов, ни электронных писем, ничего! По нашему мнению румынский скульптор Флорин Кодре создал совершенно новую конную статую. Гипсовые копии статуй Кароля I и Фердинанда I работы Мештровича до сих пор хранятся в глиптотеке Загреба в идеальном состоянии. Делегация Министерства культуры Румынии посетила и осмотрела гипсовые копии в 2005 году, однако никто из наследников даже не был приглашён присутствовать при этом. С нами никогда не связывался мэр Бухареста, который поручил воссоздание статуи Кароля I мистеру Флорину Кодре. Мы не настаиваем на восстановлении разрушенных скульптур Мештровича, но мы не согласны с тем, чтобы его искусство было просто скопировано и стало плагиатом, чтобы оно было переделано или оскорблено. Пусть мистер Кодре изготовит дюжину статуй Кароля I, если он так хочет, но будет совершенно ясно, что дело его рук не имеет ничего общего с творениями Ивана Мештровича….
В одном из своих интервью Флорин Кодре опроверг обвинения в плагиате:

Всё можно выяснить, сравнив мою статую с фотографиями статуи Мештровича. Нынешняя статуя лошади вписывается в пространство через свою морфологию, в то время как лошадь у Мештровича была «поэтична», стилизована таким образом, чтобы отойти от морфологии лошади. Различия заметны также и в движениях животного: лошадь скачет, а у Мештровича как будто просто идёт трусцой. Различия заметны не только у лошадей, но и в характере и концепции статуй. Кароль, смоделированный мною, является мирянином, похожим на греческих героев, в то время как Кароль, созданный Мештровичем, является византийским персонажем, отсутствующим в непосредственной реальности. Композиция моего памятника представляет собой пирамиду, а у Мештровича — это крест.
Кроме того, важное различие связано с высотой и расстоянием до здания: статуя Мештровича была установлена на постаменте из красного гранита высотой 8 метров и была расположена близко к дороге, а статуя Флорина Кодре установлена на гораздо меньшем постаменте и ближе к фасаду здания. В дополнение к критике следует отметить один момент: 9 мая 2008 в городе Кэлэраши была открыта ещё одна конная статуя Кароля I, почти полностью повторяющая статую в Бухаресте — за исключением одежды короля.
В начале 2008 года Флорин Кодре объявил, что открытие памятника в Бухаресте, намеченное на 1 декабря 2008, может оказаться под угрозой, так как часть бронзы, использовавшаяся для отливки памятника, была украдена из художественного литейного завода Бухареста: в ночь с 12 на 13 августа 2008 четверо неизвестных украли почти 2 тонны бронзы. Это были заготовки для разных статуй, включая 300-килограммовый плинтус памятника Каролю I с отлитыми ногами лошади. Не смотря на похищение части памятника, работа над монументом была завершена вовремя, однако открытие, намеченное на 1 декабря — праздник Национального дня Румынии, было отложено по причине совершения акта вандализма над памятником. Неизвестные написали красной краской несколько слов на основании статуи: на передней части постамента было написано красной краской «Его честь», а с другой стороны — послание примару Бухареста, которого попросили уйти в отставку, из-за приостановки работ по возведению Национального стадиона, которые должны были быть закончены к осени 2010, но не были завершены в срок.
Торжественное открытие памятника состоялось 6 декабря 2010 в присутствии принцессы Маргариты Румынской, её супруга принца Румынии Раду и примара Бухареста Сорина Опреску. В ходе церемонии было зачитано послание короля Михая I. На церемонии присутствовали учёные Рэзван Теодореску (экс-министр культуры Румынии) и Константин Бэлэчану-Стольнич, экс-президенты Румынии Ион Илиеску и Эмиль Константинеску, экс-премьер-министр Румынии Кэлин Попеску-Тэричану. Музыкантами 30-го гвардейского полка «Михай Храбрый» был исполнен государственный гимн Румынии. После открытия статуи примар Сорин Опреску, Рэзван Теодореску и принц Румынии Раду выступили с речью, в которой вспомнили личность и роль в истории Румынии короля Кароля I. Мероприятие завершилось исполнением марша Кароля I.

## Критика

После публичного обсуждения макета в натуральную величину, в адрес примэрии Бухареста пришло несколько сообщений, большинство из которых приветствовали инициативу, а некоторые выражали критику:
- Король одет в сюртук, как и любой другой мужчина той эпохи. Я предлагаю убрать сюртук, а вместо него изобразить Кароля таким, каким мы его знаем по картинам — в военной форме с наградами.
- Я думаю, было бы лучше, если бы у короля Кароля был военный головной убор — чтобы он не выглядел как обычный политик.
- Король держит правую руку возле тела, в отличие от оригинальной статуи, которая изображала короля с упёртой в бедро рукой. Оригинальная версия памятника намного лучше. Это внушительное, достойное, действительно царственное изображение монарха. Нынешний монумент, учитывая свободную одежду и непокрытую голову, не придаёт королю Каролю I величественности.
- Должен быть найден образ, при котором король является генералом, военным человеком. Делать статую, не планируя увековечить Кароля I как военного, было бы неуважительно, а размещение статуи, возможно, имело бы противоположный эффект.
- Король Кароль I обут в сапоги без шпор, что кажется совершенно неестественным для военного кавалерийского офицера, особенно в то время, когда кавалерии была основным родом войск, как в румынской армии, так и в армии других передовых стран.
- Лошадь, на которой сидит король Кароль I, стоит с высоко поднятым хвостом, как будто испражняется.
- На основании статуи высечен королевский герб Румынии, вписанный в круг, но не герб времён Кароля I, а более поздний, версии 1921 года, принятый после Великого объединения Румынии. Герб должен быть другим: в центре щит с историческими провинциями, а не распятый орёл.